# RFC 2979
La recomendación RFC 2979 de la IETF define las características de comportamiento y requerimientos de interoperabilidad para los cortafuegos de Internet. Plantea dichos requerimientos como un paso inicial necesario para hacer consistente el comportamiento de los cortafuegos en distintas plataformas, de acuerdo con las prácticas aceptadas del protocolo IP.

## Enlaces
- RFC 2979 - Behavior of and Requirements for Internet Firewalls

- Datos: Q6095730